# Мртвима улаз забрањен
Мртвима улаз забрањен је југословенски филм први пут приказан 1965. године. Режирали су га Владимир Царин и Светислав Штетин а сценарио су написали Ненад Брикси и Владимир Царин.

## Улоге
| Глумац               | Улога |
| -------------------- | ----- |
| Мија Алексић         |       |
| Рахела Ферари        |       |
| Соња Хлебш           |       |
| Бранка Петрић        |       |
| Олга Спиридоновић    |       |
| Душко Стевановић     |       |
| Босиљка Боци         |       |
| Александар Стојковић |       |
| Еуген Вербер         |       |